# Phytomypterina rufescens
Phytomypterina rufescens là một loài ruồi trong họ Tachinidae.